# 千容宅
千 容宅（チョン・ヨンテク、朝鮮語: 천용택、1937年8月28日 - ）は、韓国の政治家、陸軍軍人。元国防部長官、国家情報院長、第15・16代国会議員。本貫は潁陽千氏。カトリック教徒。

## 経歴
全羅南道莞島郡蘆花島出身。陸軍士官学校16期卒業、国防大学院修了。卒業後は陸軍本部政策企画室体系分析処長、陸軍本部第12師団長（少将）、陸軍本部民事心理戦参謀部長、陸軍本部第2軍団長（中将）、合同参謀本部戦略企画本部長、国家非常企画委員会委員長を歴任した。政界入り後は新政治国民会議安保特別委員会委員長、国会情報委員会幹事、新政治国民会議総裁安保補佐役、第34代国防部長官、第2代国家情報院院長、国会国防委員会委員長、新千年民主党盧武鉉大統領候補安保特別補佐官を歴任した。